# Physokentia whitmorei
Physokentia whitmorei är en enhjärtbladig växtart som beskrevs av Harold Emery Moore. Physokentia whitmorei ingår i släktet Physokentia och familjen Arecaceae. Inga underarter finns listade i Catalogue of Life.